# Urziceni (Satu Mare)
Urziceni (Hongaars: Csanálos; Duits:  Schinal of Schönthal) is een gemeente met 1.447 inwoners (2011) in het district Satu Mare, Roemenië. De gemeente omvat twee dorpen:
| Roemeens        | Hongaars     | Duits               |
| --------------- | ------------ | ------------------- |
| Urziceni        | Csanálos     | Schinal / Schönthal |
| Urziceni-Pădure | Csanáloserdő | -                   |

## Bevolking
Etnische groepen (2011):
- Roemenen: 10,64%
- Hongaren: 55,63%
- Roma: 8,15%
- Duitsers: 23,91%
- Onbekend: 1,65%

Steden met gemeentestatus: Satu Mare · Carei

Steden zonder gemeentestatus: Ardud · Negrești-Oaș · Tășnad · Livada

Gemeenten: Acâș · Andrid · Apa · Bătarci · Beltiug · Berveni · Bixad · Bârsău · Bogdand · Botiz · Călinești-Oaș · Cămărzana · Cămin · Căpleni · Căuaș · Cehal · Certeze · Craidorolț · Crucișor · Culciu · Doba · Dorolț · Foieni · Gherța Mică · Halmeu · Hodod · Homoroade · Lazuri · Medieșu Aurit · Micula · Moftin · Odoreu · Orașu Nou · Păulești · Petrești · Pir · Pișcolt · Pomi · Sanislău · Santău · Săcășeni · Săuca · Socond · Supur · Tarna Mare · Terebești · Tiream · Târșolț · Turț · Turulung · Urziceni · Valea Vinului · Vama · Vetiș · Viile Satu Mare